# Droits LGBT aux Palaos

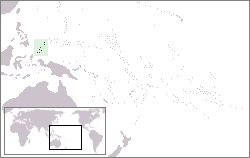
Localisation du Palaos.

Les personnes lesbiennes, gaies, bisexuelles et transgenres (LGBT) aux Palaos qui ont longtemps été discriminées font désormais l'objet d'une reconnaissance récente.

## L'homosexualité dans la loi
La république des Palaos punissait sévèrement les personnes qui pratiquaient la sodomie. L'article 2803 du Code national des Palaos disposait : « Toute personne qui, illicitement et volontairement a des relations sexuelles de manière non naturelle avec un membre du même ou de l'autre sexe, ou qui aura un lien de manière charnelle avec une bête, sera coupable de sodomie, et sur déclaration de culpabilité de celui-ci ne pourra être emprisonné pour une période n'excédant pas 10 ans; à condition, que le terme « sodomie » recouvre tout ce qui est parfois désigné comme des « crimes abominables et détestables contre la nature. ».
En 2011, les Nations unies recommandent l’abrogation de toutes les dispositions de la législation nationale criminalisant les activités sexuelles consensuelles entre personnes de même sexe adultes, luttant ainsi contre la discrimination des personnes LGBT. Le procureur des Palaos confirme alors que le crime de sodomie sera supprimé dans le futur Code national.
Le 23 juillet 2014, le nouveau Code national des Palaos entre en application et dépénalise l'homosexualité,.

## Reconnaissance des couples de même sexe
Le Palaos ne reconnaît pas le mariage homosexuel, l'union civile, ou le partenariat enregistré.

## Protection contre les discriminations
Il n'y a pas de protection légale contre les discriminations fondées sur l'orientation sexuelle ou l'identité de genre.

## Tableau récapitulatif
| Dépénalisation de l’homosexualité                                                   | Depuis 2014     |
| Majorité sexuelle identique à celle des hétérosexuels                               | Depuis 2014     |
| Interdiction des discours de haine contre les LGBT                                  | Non             |
| Interdiction de la discrimination liée à l'orientation sexuelle à l'embauche        | Non             |
| Interdiction de la discrimination liée à l'identité de genre dans tous les domaines | Non             |
| Mariage civil ou partenariat civil                                                  | Non             |
| Adoption conjointe dans les couples de personnes de même sexe                       | Non             |
| Adoption par les personnes homosexuelles célibataires                               | Non             |
| Droit pour les gays de servir dans l’armée                                          | N'a pas d'armée |
| Droit de changer légalement de genre (après stérilisation)                          | Non             |
| Gestation pour autrui pour les gays                                                 | Non             |
| Accès aux FIV pour les lesbiennes                                                   | Non             |
| Autorisation du don de sang pour les HSH                                            | Non             |